# Stazione di Aurisina
La stazione di Aurisina è una stazione ferroviaria posta sulla linea Trieste-Vienna. Importante nodo di scambio fino alla prima guerra mondiale, perse via via importanza, fino a vedere interrotto il servizio viaggiatori, negli anni novanta del XX secolo.

## Storia

### Il periodo austrungarico
La stazione venne aperta nel 1857, quando venne completato il tratto tra Postumia e Trieste della Ferrovia Meridionale (la cosiddetta Ferrovia del Carso), che collega Vienna col porto giuliano. La stazione svolgeva una importante funzione di smistamento per i viaggiatori tra il Regno d'Italia e l'Impero austro-ungarico, essendo posizionata a poca distanza dal bivio ferroviario da quale si diparte la linea per Venezia, aperta il 1º ottobre 1860. In realtà il tratto aperto, che collegava il bivio d'Aurisina (denominato Bivio Galleria) con Monfalcone, faceva parte dei lavori per collegare Trieste con Udine, dove, pochi mesi prima, era stato completato il collegamento con Venezia.
Nella stazione avveniva la scomposizione delle carrozze provenienti da Vienna: quelle dirette a Trieste venivano separate da quante proseguivano verso Venezia. Il nome, all'epoca, era quello di stazione di Nabresina.
L'apertura della linea ferroviaria, e della stazione, fu una grande occasione di sviluppo economico per il territorio, in quanto consentì la riattivazione della Cava Romana, sita a poche centinaia di metri dal bivio ferroviario.
Nel 1865 la stazione venne adibita a centro di cure, per i viaggiatori provenienti dall'Italia, sospettati di essere colpiti dal colera.
Con il completamento della Ferrovia Pontebbana, nel 1879, che collega Udine a Tarvisio, la stazione perse parte della sua importanza, in quanto il traffico da e per l'Austria poteva essere instradato verso questa nuova direttrice.
La stazione fu però ancora importante teatro di alcuni avvenimento storici. L'8 gennaio 1892 vi giunse ʿAbbās Ḥilmī, in viaggio da Vienna, sede dei suoi studi, verso l'Egitto, a seguito della scomparsa del padre Tawfīq Pascià, Chedivè, ovvero viceré, d'Egitto. Accolto alla stazione dal console dell'Impero ottomano a Trieste, venne poi condotto nella città giuliana per imbarcarsi per l'Africa. Il 29 gennaio 1900 ricevette la visita dell'Imperatore d'Austria-Ungheria Francesco Giuseppe, diretto a Gorizia, che venne accolto da manifestazioni patriottiche.

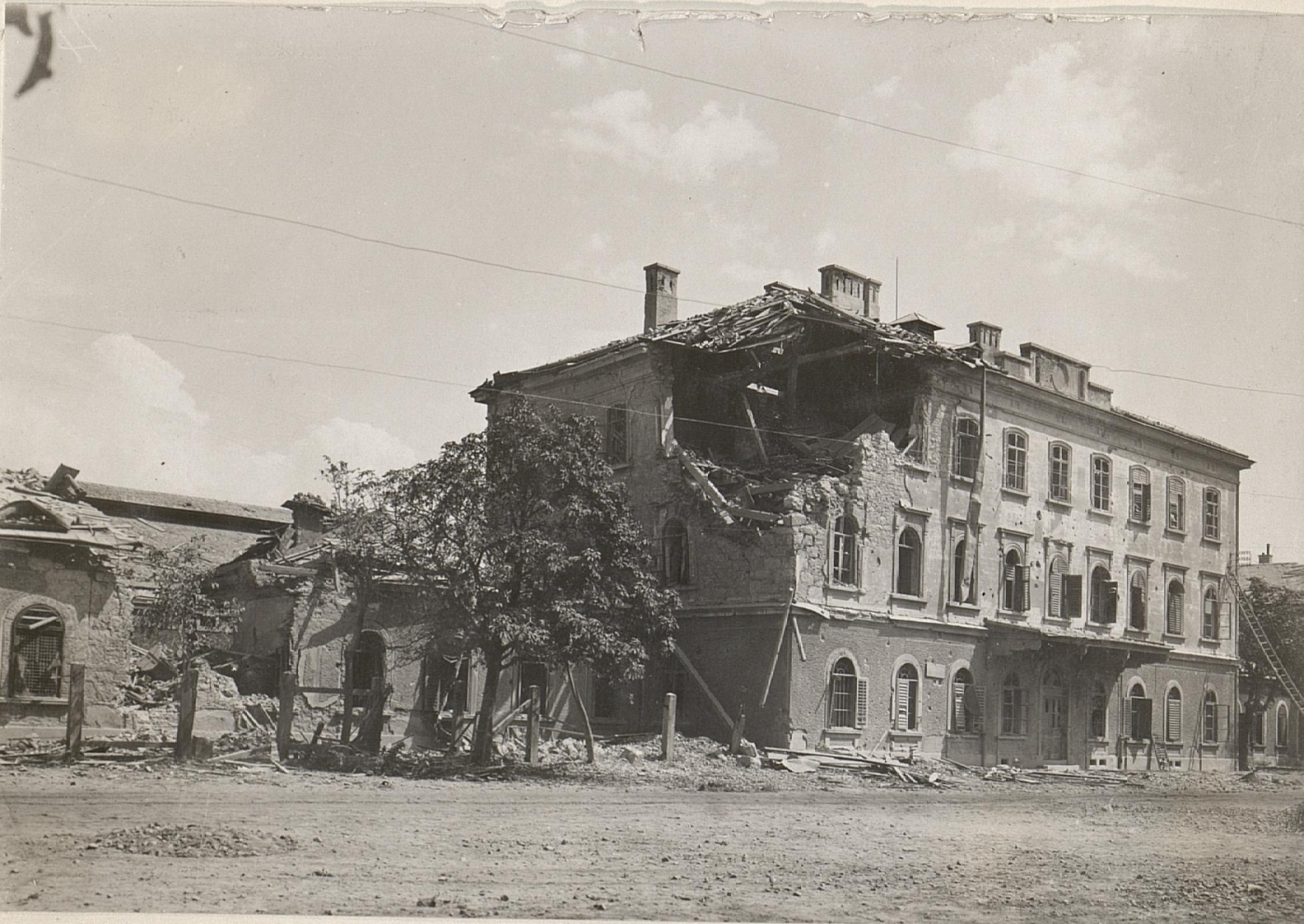
Il fabbricato viaggiatori colpito dall'artiglieria italiana, nel corso della prima guerra mondiale.

Intanto, nel 1897, con l'inaugurazione della tratta San Giorgio di Nogaro-Cervignano, veniva completata la linea collegante Venezia con Trieste.
Nel corso della prima guerra mondiale la stazione fu obbiettivo per l'artiglieria dell'esercito italiano che il 16 agosto 1917 devastò l'edificio adibito a stazione, con colpi partiti dai monitori posizionati a Punta Sdobba, nei pressi della foce dell'Isonzo. A ricordo della vicenda è presente sulla facciata dell'edificio una targa che riporta la data del bombardamento, posizionata subito sotto il resto di una granata, ancora conficcata nella struttura.

### Tra le due guerre
Al termine del conflitto, col passaggio di Trieste e della Venezia Giulia all'Italia, si contrassero i rapporti commerciali tra quest'area e l'Europa centrale, riducendo anche l'importanza della stazione.
Il 17 febbraio 1919 la stazione fu teatro di un grave incidente ferroviario, che coinvolse un treno merci, che trasportava carbone e una tradotta militare. Quest'ultimo convoglio, composto de sette vetture, colpito dal treno merci, si mise in moto autonomamente, senza più controllo. Molti dei passeggeri furono costretti a saltare dal treno in movimento, treno che terminò la sua corsa alla stazione di Trieste Centrale. L'incidente provocò 16 morti e un'ottantina di feriti.
Nel 1923 la stazione, allora denominata "Nabresina", assunse la nuova denominazione di "Aurisina".
Il 1º aprile 1924 la stazione fu testimone di un altro incidente ferroviario. Un convoglio merci, composto da 13 vagoni, staccato dalla motrice alla stazione di Opicina Campagna, percorse, senza guida, il tratto ferroviario verso Aurisina: il capostazione, avvisato per fonogramma, riuscì a manovrare i binari prima dell'arrivo dei convogli, che terminarono la corsa contro le rocce. Il 4 settembre 1926 alla stazione si scontrarono due locomotive isolate. Rimasero feriti i 4 ferrovieri di servizio sulle stesse.
Il 16 ottobre 1934 giunse alla stazione un convoglio composto da sei vetture speciali di rappresentanza dell'esercito francese, dirette a Belgrado, in occasione dei funerali del re di Jugoslavia Alessandro I. La rappresentanza venne accolta dal comandante della Divisione Militare del Timavo, gen. Scimeca.
Nel 1939, a testimonianza della minor importanza dello scalo, venne inaugurato, con ordine di servizio nr.96/1939, il nuovo fabbricato viaggiatori dell'altra stazione che serve la località, ovvero quella del Bivio d'Aurisina, posizionata sulla linea Trieste-Venezia. Dopo l'8 Settembre 1943 nella stazione sostavano per ragioni di servizio i "treni della morte" diretti ad Auschwitz o verso la Polonia.

### Dopo la seconda guerra mondiale
La situazione di decadenza si accentuò dopo la fine della seconda guerra mondiale, e la creazione della Cortina di ferro, che depresse ancora maggiormente i rapporti economici con l'Europa centro-orientale. Negli anni novanta del XX secolo vennero definitivamente soppresse le fermate di treni viaggiatori nella stazione. Successivamente il locale al piano terra del fabbricato viaggiatori venne adibito a ristorante, per alcuni anni a cavallo del 
2000.

## Struttura e impianti
L'impianto è chiuso al servizio viaggiatori.

## Interscambi
Nel piazzale antistante all'edificio un tempo dedicato ai viaggiatori è presente una fermata delle linee della Trieste Trasporti, che collegano la stazione con le località del comune e della ex provincia di Trieste. La stazione è a pochi metri dell'incrocio con la SR TS 5 di San Pelagio.
- Fermata autobus